# Kasteel De Klee

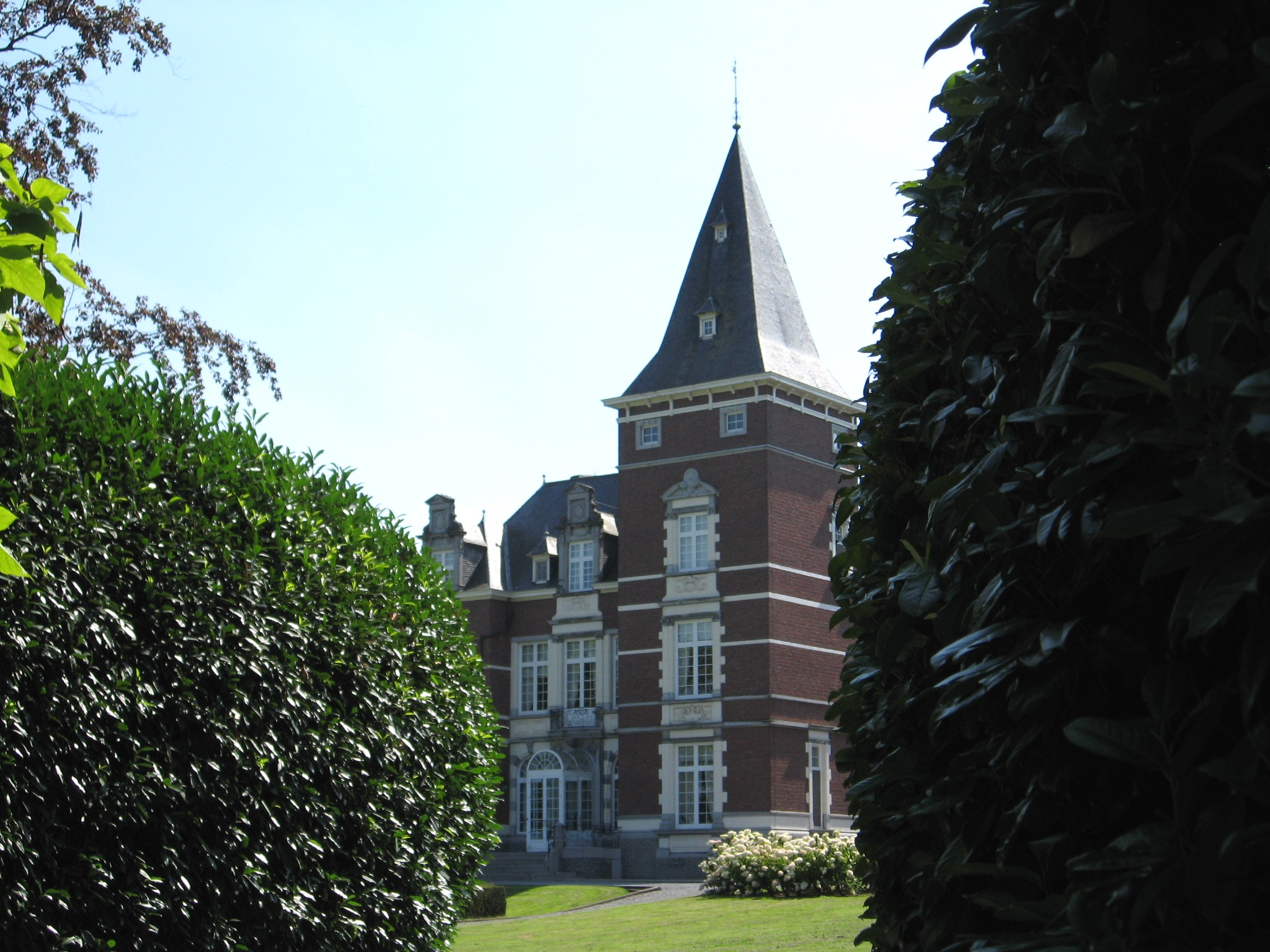
Kasteel De Klee

Kasteel De Klee is een kasteeltje te Kuttekoven, gelegen aan Kleestraat 20.
Het kasteel werd gebouwd van 1904-1907 in eclectische stijl, met een neiging naar neobarok. Opdrachtgeefster was barones Sneyers-d'Attenhoven.
Opvallend is het vierkante torentje, voorzien van een ingesnoerde naaldspits.
Het bij dit kasteeltje behorende park is een 2 ha grote afsplitsing van het Cleepachthof, een ouder domein waarop eveneens een kasteel heeft gestaan.
Het parkje bevat een aantal merkwaardige bomen, maar een moestuin en een waterpartij ontbreken.

## Externe bronnen
- Kasteelpark
- Kasteel